# Tề hầu Diệm
Tề hầu Diệm (chữ Hán: 田侯剡, trị vì: 383 TCN - 375 TCN), là vị vua thứ hai của nước Điền Tề - chư hầu nhà Chu dưới thời Chiến Quốc trong lịch sử Trung Quốc.
Ông tên thật là Điền Diệm (田剡), con trai của Điền Tề Thái công. Trước đó nước Tề đã nằm trong tay họ Điền từ năm 481 TCN, năm 386 TCN, cha ông đã cướp ngôi vua từ tay Khương thị, lập ra Điền Tề. Năm 383 TCN, Thái công chết, Điền Diệm nối ngôi.
Năm 378 TCN, các nước Hàn, Triệu, Nguỵ tấn công Tề. 3 năm sau ông bị em là Điền Ngọ giết để đoạt ngôi, tức Điền Tề Hoàn công. Các con trai của ông cũng bị giết.

## Xem Thêm
- Tề Thái công (Điền Tề)
- Tề Hoàn công (Điền Tề)